# De Mysteriis Dom Sathanas
De Mysteriis Dom Sathanas, (latin för Djävulens Mystiska Riter) är den norska black metal-bandet Mayhems andra studioalbum, utgivet 24 maj 1994 av Deathlike Silence Productions. Det återutgavs 2006 av Back on Black Records.
På skivan finns låten "Freezing Moon" (som även återfinns på Live in Leipzig från 1993). Skivan tog ett par år att spela in på grund av brist på resurser. Den svenske sångaren Deads självmord 1991 föranledde gruppen att anlita ungraren Attila Csihar från gruppen Tormentor för att lägga på sång. När väl skivan var färdiginspelad och sång hade lagts, mördades gitarristen Euronymous av bandets tillfällige basist Varg Vikernes. 
Första CD-versionen innehöll ingen booklet med låttexter och saknade streckkod utan innehöll endast bilder på Hellhammer och Euronymous.
De Mysteriis Dom Sathanas hör till black metal-scenens klassiska skivor. Skivan är unik i det att både en mördare (Vikernes) och dennes offer (Euronymous) medverkar på den. Euronymous föräldrar bad de övriga bandmedlemmarna att ta bort de basinspelningar som lagts av Vikernes, något som ej gjordes.

## Låtförteckning
1. "Funeral Fog" – 5:47
2. "Freezing Moon" – 6:23
3. "Cursed in Eternity" – 5:10
4. "Pagan Fears" – 6:21
5. "Life Eternal" – 6:57
6. "From the Dark Past" – 5:27
7. "Buried by Time and Dust" – 3:34
8. "De Mysteriis Dom Sathanas" – 6:22

## Medverkande
Mayhem
- Euronymous (Øystein Aarseth) – gitarr
- Hellhammer (Jan Axel Blomberg) – trummor

Gästmusiker
- Count Grishnackh (Varg Vikernes) – basgitarr
- Attila Csihar – sång
- Blackthorn (Snorre Vestvold Ruch) – gitarr

Övriga medverkande
- Dead (Per Yngve Ohlin) – texter
- Jørgen Lid Widing – omslagsdesign
- Necrobutcher (Jørn Stubberud) – text (spår 3)
- Pytten (Eirik Hundvin) – producent